# HD 75898
HD 75898は、地球からやまねこ座の方向に約255光年離れた位置にある8等級の恒星である。

## 概要
| 太陽 | HD 75898  |
| ---- | --------- |
| 太陽 | Exoplanet |

HD 75898は質量、半径が共に太陽よりやや大きいG型主系列星で、スペクトル分類はG0V型に分類される。
2007年にドップラー分光法（視線速度法）による観測で、HD 75898を公転する太陽系外惑星HD 75898 bが発見された。HD 75898 bは1年以上の公転周期で軌道を公転しており、少なくとも木星の2.71倍の質量を持つ。
視線速度の観測では、さらに遠方に別の惑星や褐色矮星、伴星のいずれかが存在する可能性が示されている。2007年にHD 75898 bの発見を報告したRobinsonらはこの天体を便宜的にHD 75898 cと呼称している。HD 75898 cが恒星（0.08～0.60太陽質量）もしくは褐色矮星（13～83.8木星質量）なら17～470 au離れた軌道で、それぞれ公転周期58～7,400年と18～1,900年の範囲内、惑星（1～13木星質量）なら3～65 au離れた軌道で、公転周期4.5～18年の範囲内を公転する余地がある。2018年に発表された研究では、HD 75898 cの下限質量は2.9倍、公転周期は6,066.4日とされた。
| 名称 （恒星に近い順） | 質量            | 軌道長半径 （天文単位） | 公転周期 (日)   | 軌道離心率  | 軌道傾斜角 | 半径 |
| --------------------- | --------------- | ----------------------- | --------------- | ----------- | ---------- | ---- |
| b                     | ≥2.71 ± 0.36 MJ | 1.191 ± 0.073           | 422.9 ± 0.29    | 0.11 ± 0.01 | —          | —    |
| c (未確認)            | ≥2.9 ± 0.57 MJ  | 7.03 ± 0.69             | 6.066.4 ± 337.2 | 0.0         | —          | —    |

## 名称
2019年、世界中の全ての国または地域に1つの系外惑星系を命名する機会を提供する「IAU100 Name ExoWorldsプロジェクト」において、HD 75898系はクロアチア共和国に割り当てられる惑星系となった。このプロジェクトは、「国際天文学連合100周年事業」の一環として計画されたイベントの1つで、クロアチア国内での選考、国際天文学連合 (IAU) への提案を経て太陽系外惑星とその主星に固有名が承認されるものであった。2019年12月17日、IAUから最終結果が公表され、HD 75898はStribor、HD 75898 bはVelesと命名された。これらはスラブ神話の地上と冥界の神の名前に由来しており、Striborはクロアチアの作家イヴァーナ・ブルリッチ＝マジュラニッチの著書「昔々の昔から（原題：Priče iz davnine）」に登場するキャラクターでもあるスラブ神話の風の神の名に、Velesは大地、水、そして冥界の神の名に、それぞれちなんで名付けられた。